# Giovanni Battista Coletti
Giovanni Battista Coletti (Treviso, 8 de diciembre de 1948) es un deportista italiano que compitió en esgrima, especialista en la modalidad de florete.
Participó en los Juegos Olímpicos de Montreal 1976, obteniendo una medalla de plata en la prueba por equipos. Ganó dos medallas en el Campeonato Mundial de Esgrima en los años 1975 y 1977.

## Palmarés internacional
| Juegos Olímpicos   | Juegos Olímpicos         | Juegos Olímpicos  | Juegos Olímpicos    |
| Año                | Lugar                    | Medalla           | Prueba              |
| ------------------ | ------------------------ | ----------------- | ------------------- |
| 1976               | Montreal (Canadá)        | Medalla de plata  | Florete por equipos |
| Campeonato Mundial |                          |                   |                     |
| Año                | Lugar                    | Medalla           | Prueba              |
| 1975               | Budapest (Hungría)       | Medalla de bronce | Florete por equipos |
| 1977               | Buenos Aires (Argentina) | Medalla de plata  | Florete por equipos |